# Natàlia Bessmértnova
Natàlia Bessmértnova   (Moscou, 19 de juliol de 1941 - Moscou, 19 de febrer de 2008), nom complet amb patronímic Natàlia Ígorevna Bessmértnova, rus: Ната́лия И́горевна Бессме́ртнова, fou una ballarina soviètica del Ballet Bolxoi i Artista del Poble de l'URSS (1976).

## Biografia
Natàlia Bessmértnova va néixer a Moscou el 1941 i es va formar a l'Acadèmia de Coreografia Estatal de Moscou del 1953-61. Entre els seus professors hi havia Sófia Golóvkina i Marina Semiónova. Es va graduar el 1961 com a primera estudiant de la història de l'escola que va rebre A en els exàmens finals. El 1963 es va incorporar al Ballet Bolxoi i va ser la seva primera ballarina durant tres dècades. Està casada amb Iuri Grigoróvitx, exdirector i coreògraf en cap del Bolxoi. Quan Iuri Grigoróvitx es va veure obligat a abandonar el Bolxoi el 1995, va participar en una vaga històrica que va suposar anul·lacions de les actuacions programades.
Bessmértnova va morir a Moscou el 19 de febrer de 2008, amb 66 anys, a causa d'un càncer. La seva germana Tatyana (nascuda el 1947) també era ballarina de ballet.

## Representacions
- Giselle a la producció de Giselle del 1963 de Lavrosky
- Leili a Goleizovsky, Leili i Mejnun, 1964
- Anastàsia a Ivan el terrible de Grigorovitx (Prokofiev) 1975
- Valentina a The Angara 1976 de Grigorovich
- Julieta al nou Romeo i Julieta de Grigorovitx (Prokofiev) 1979
- Rita a El segle d'or de Grigorovitx (Xostakóvitx) el 1982
- Raymonda en la nova Raymonda de Grigorovich producció de 1984
- Giselle de Giselle de Grigorovichel 1991
- Frígia a Espartac
- Odette-Odile al llac dels cignes
- Shirin a Legend of Love
- Kitri al Quixot
- Maria a la font de Bakhchisarai
- La noia de Le Spectre de la Rose.[5]

## Premis
- Medalla d'Or al Concurs Internacional de Ballet de Varna el 1965.
- La Pavlova Anna, Premi a París 1970.
- Premi Estatal de la URSS (1977) i Premi Lenin (1986).
- Artista Popular de la URSS el 1976.